# Planschwirkung
Als Planschwirkung (englisch splash) wird die Zerschlagung von Bodenaggregaten und das anschließende Zerspritzen von Bodenpartikeln und Wasser durch auf unbedeckte Bodenoberflächen auftreffende Regentropfen bezeichnet. Die Aufprallkraft der Regentropfen und damit ihre Planschwirkung ist proportional zum Tropfenvolumen. Die Planschwirkung führt zur Verschlämmung der Bodenoberfläche und zur Regentropfenerosion (splash erosion).

## Fundstellen
1. ↑  Harald Zepp: Geomorphologie: Eine Einführung. UTB, 2014, ISBN 978-3-8252-4030-1, S. 129.
2. ↑  Planschwirkung - Lexikon der Geowissenschaften. In: spektrum.de. Abgerufen am 25. Mai 2021.
3. 1 2  splash erosion - Klimaanpassung online verstehen. In: paradigmaps.geo.uni-halle.de. Abgerufen am 25. Mai 2021.